# オフィス北極星
『オフィス北極星』（オフィスほっきょくせい）は、1993年から1998年にかけて、講談社発行の『週刊モーニング』および『モーニング新マグナム増刊』（現・イブニング）でシリーズ連載された漫画作品。原作は真刈信二、作画は中山昌亮。単行本は1994年から1998年にかけて全10巻が発売された。

## 作品概要
「訴訟社会」のアメリカを舞台に、リスクコンサルタントの時田が訴訟問題に取り組む中で、文化摩擦が原因で発生した問題の背景を明らかにしていく。

## 登場人物

### 「北極星の目」を持つ男
時田 強士（ときた ごうし、ニックネームは「ゴー」）
ニューヨーク、バウワリー所在のリスクマネジメント事務所「オフィス北極星」(Office North Star) のオーナー。ゴー自身がリスクコンサルタントとして、主にアメリカに進出している日本企業への助言を行っている。事務所設立以前は日本の損害保険会社、極東火災海上保険のアメリカ駐在員だった。
好物はハンバーガーで、本人曰く「特大のがあったらベッドにしたい」。趣味はコーヒーを淹れることと、日本の古地図収集。

### パートナー
ミス・サマー（Ms.Summer、フルネームは不詳。ニックネームは「サム」）
事務所設立時、最初に雇い入れられた事務員。プエブロ・インディアンの血を引くネイティブ・アメリカン。業務に必要とあれば自発的に調査を行い、資料整理も完璧にこなす有能な人物。失言で依頼人が訴えられたことで、裁判が収束したのち、弁護士になるため大学に再入学して退職した。(Case.I～Case.IV)
キャサリン・アイリス(Catherine Iris)
同じ町で同じ日に生まれ、学歴から職歴まで全て同じ同性愛者の女性2人コンビでベジタリアンの事務員。個人名はそれぞれキャサリン・ハンプトン(Catherine Hampton)、アイリス・ミラー(Iris Miller)。ゴーは二人を指して「ベジタリアンズ」と呼ぶこともある。
高い教養と能力を誇るが、濃密な恋愛関係ゆえに2人揃わないとその能力が発揮できない。現に雇い入れ後の2人の活躍はすさまじく、事務所の売り上げが急上昇、ゴーがギャラのアップを提示したが別の職場にヘッドハンティングされて退職した。(Case.V～Case.IX)
マリア・ソアレス(Maria Soares)
ブラジルからアメリカに渡ってきた移民。ニューヨークに来てからは主にウェイトレスとして働いて評判も良かったが、シエスタ（午睡、昼寝）をしなければ身体が動かなくなることから次々とクビになった。危険を予知すると鼻がムズムズするという特性があり、その能力を見込んだゴーに雇われることになった。
特技は貯め食いと牛の去勢。(Case.X～Case.XI)

### 弁護士(Lawyer)
バーバラ・アン (Barbara Ann)
ハーバード・ロー・スクール出身のエリート女性弁護士。ゴーが極東火災海上に勤務していた頃からの付き合い。仕事に関しては非常に有能でアグレッシブ。食欲旺盛で肉を好む。一方で恋愛に関してはやや奥手で、ゴーに好意を持っているがデートの誘いを自分からは言い出せないシャイな一面も持つ。(Case.I～Case.IX)
カルロス・ブランコ (Carlos Blanco)
マリアの知人で、ドラッグ密売や密入国を犯した犯罪者の弁護等、「ダーティーな仕事」専門の弁護士。登場時の容姿や服装は弁護士と思えない人物だったが正義感は非常に強く、ゴーと出会って表舞台に出ることを誓う。(Case.X～Case.XI)

### 導きし者
シャー(shāh)
ベリーダンサー、占い師。ゴーが独立を決意するきっかけを作った人物で、ゴーの目を「北極星の目」と語る。

### 依頼人
クラヴィス・ホイットニー(Cravis Whitney)
巨大企業を多数抱えるホイットニー・グループのオーナーで、美術館なども持つ。超名門（メイフラワー・ファミリー）の、人呼んで「アメリカ社交界の女王」。ベジタリアン。
山田 卓次(Yamada Takuji)
バーバラの弁護士事務所のクライアントで、日本企業の現地法人「イツワUSA」の社長。登場時(Case.V)はゴーと仕事上の敵対関係にあったが、後のエピソード(Case.VII)でゴーに仕事を依頼した。

### 友人
岡野
ゴーの損保会社勤務時の同期で、退職後も何かと気をかけてくれる親友。
アンリ(Anri)
ゴー行きつけのコーヒー店の店長。ゴーがブレンドしたコーヒー豆を置いている。マンハッタン中の店でここだけが禁煙席が皆無で、本人曰く「第二次世界大戦中のアンツィオみたいなもの」。

## 作品リスト
- 本編

| Case | サブタイトル     | 話数 | 掲載雑誌   | 年         | 掲載号             | 単行本   |
| ---- | ---------------- | ---- | ---------- | ---------- | ------------------ | -------- |
| I    | 電話機のノイズ   | 7話  | モーニング | 1993年     | 29号～35・36合併号 | 1巻      |
| II   | 砂の匂い         | 9話  | モーニング | 1993年     | 42号～50号         | 1巻～2巻 |
| III  | ロバの頭         | 11話 | モーニング | 1994年     | 13号～24号         | 2巻～3巻 |
| IV   | ドクター・アラモ | 10話 | モーニング | 1994年     | 40号～49号         | 3巻      |
| V    | ベジタリアンズ   | 10話 | モーニング | 1995年     | 12号～21・22合併号 | 4巻      |
| VI   | 2つのドガ        | 10話 | モーニング | 1995年     | 23号～31号         | 5巻      |
| VII  | 5%の法則         | 10話 | モーニング | 1995年     | 41号～50号         | 6巻      |
| VIII | 日本人の孤独     | 10話 | モーニング | 1996年     | 18号～28号         | 7巻      |
| IX   | マグロの曲線美   | 9話  | モーニング | 1996～97年 | 52号～10号         | 8巻      |
| X    | 誇り高き契約     | 10話 | モーニング | 1997年     | 41号～50号         | 9巻      |
| XI   | 天使の懺悔       | 10話 | モーニング | 1998年     | 30号～40号         | 10巻     |

- 読みきり等

| 編名           | サブタイトル                      | 掲載雑誌       | 年     | 掲載号 | 単行本 |
| -------------- | --------------------------------- | -------------- | ------ | ------ | ------ |
| Case0(ゼロ)    | オーディションに落ちた人たち      | 単行本のみ収録 | -      | -      | 3巻    |
| おまけ         | おまけ                            | 単行本のみ収録 | -      | -      | 4巻    |
| 特別企画       | ベジタリアンズの部屋              | 単行本のみ収録 | -      | -      | 5巻    |
| 特別読み切り編 | ラッキーナンバーは”5”             | モーニング     | 1996年 | 8号    | 5巻    |
| 特別ふろく     | 変身サイボーグ 時田GO             | 単行本のみ収録 | -      | -      | 5巻    |
| 特別読み切り編 | コミュニケーション インポータント | モーニング     | 1996年 | 42号   | 6巻    |
| 巻末特別企画   | 真刈信二、語る                    | 単行本のみ収録 | -      | -      | 6巻    |
| 特別読み切り編 | 魅惑のパートナー                  | モーニング     | 1997年 | 17号   | 8巻    |
| 特別編         | 勇気を見たがる女                  | 新マグナム増刊 | 1998年 | 1号    | 10巻   |
| 特別編2        | Pinball Wizard                    | 新マグナム増刊 | 1998年 | 2号    | 10巻   |